# Bruno Nazário
Bruno dos Santos Nazário (Cascavel, 9 februari 1995) is een Braziliaans voetballer die bij voorkeur als aanvallende middenvelder speelt. Hij tekende in augustus 2013 een vierjarig contract bij 1899 Hoffenheim. Dat verhuurde hem gedurende het seizoen 2014-2015 aan Lechia Gdańsk.
Nazário speelde in Brazilië voor Figueirense, Tombense en América.